# راجارهت
راجارهت (به لاتین: Rajarhat) یک منطقهٔ مسکونی در بنگلادش است که در ناحیه کوریگرام واقع شده‌است. راجارهت ۱۶۶٫۲۳ کیلومتر مربع مساحت و ۱۶۹٬۵۷۹ نفر جمعیت دارد.